# Główny Szlak Beskidzki
Główny Szlak Beskidzki imienia Kazimierza Sosnowskiego (GSB) – szlak turystyczny znakowany kolorem czerwonym biegnący od Ustronia w Beskidzie Śląskim do Wołosatego w Bieszczadach.
Najdłuższy szlak w polskich górach, liczy około 496 km i przebiega przez Beskid Śląski, Beskid Żywiecki, Gorce, Beskid Sądecki, Beskid Niski oraz Bieszczady. Biegnąc najwyższymi partiami polskich Beskidów, umożliwia dotarcie m.in. na Stożek, Baranią Górę, Babią Górę, Policę, Turbacz, Lubań, Przehybę, Radziejową, Jaworzynę Krynicką, Rotundę, Cergową, Chryszczatą, Smerek i Halicz, a także do miejscowości takich jak Ustroń, Węgierska Górka, Jordanów, Rabka-Zdrój, Krościenko nad Dunajcem, Rytro, Krynica-Zdrój, Iwonicz-Zdrój, Rymanów-Zdrój, Komańcza, Cisna, Ustrzyki Górne i in.

## Historia
Historia Głównego Szlaku Beskidzkiego sięga okresu międzywojennego. Przebieg części zachodniej (Ustroń – Krynica) został zaprojektowany przez Kazimierza Sosnowskiego i ukończony w 1929 roku. Wschodnia część, według projektu Mieczysława Orłowicza, została ukończona w 1935 i prowadziła z Sianek aż do Czarnohory, która znajdowała się wówczas w granicach Polski. Po połączeniu obu fragmentów w roku 1935 szlak nazwano Głównym Szlakiem Karpackim, a jego patronem został Józef Piłsudski.
O współczesnym zainteresowaniu szlakiem świadczy m.in. powołanie w 2021 Stowarzyszenia Główny Szlak Beskidzki. W 2023 stowarzyszenie W celu popularyzacji Głównego Szlaku Beskidzkiego (GSB) oraz dla przypomnienia o jego stuletniej historii ustanowiło Odznakę Stulecia GSB. Szlak dostrzegany jest również przez instytucje państwowe, jak np. Lasy Państwowe, Bieszczadzki Park Narodowy czy też samorządy, o czym świadczy np. realizowany od 2024 roku projekt Główny Szlak Beskidzki – Centrum Turystyki Aktywnej Polskich Karpat.

## Przebieg, czas i atrakcje szlaku

### Beskid Śląski
| Odległość | Czas (h) | Wysokość (n.p.m.) | Atrakcje                                                   | Miejsce                                   | Skrzyżowania szlaków |
| --------- | -------- | ----------------- | ---------------------------------------------------------- | ----------------------------------------- | --- |
| 0,0 km    |          | 330 m             | kościół · muzeum · hotel · kolej · autobus · drzewo        | Przystanek PKP Ustroń Zdrój               | Czantoria Wielka 2:30 h Mała Czantoria 1:45 h |
| 6,2 km    | 1:30     | 758 m             | schronisko · kaplica · punkt widokowy                      | Gościniec PTTK na Równicy                 | Schronisko PTTK na Błatniej 3:20 h przez Brenną 1:30 h Trzy Kopce Wiślańskie 2:30 h przez Orłową 1:10 h Skoczów 2:15 h |
| 10,5 km   | 2:35     | 380 m             | kolej · autobus · hotel                                    | Ustroń Polana PKP                         | Przystanek PKP Wisła Obłaziec 3:30 h przez Orłową 1:30 h |
| 14,5 km   | 4:30     | 995 m             | szczyt · punkt widokowy                                    | Czantoria Wielka                          | Goleszów 3 h przez Schronisko „Pod Tułem” 2 h Ustroń 2 h |
| 18,5 km   | 5:30     | 684 m             | przełęcz                                                   | Przełęcz Beskidek                         | Jawornik 0:35 h |
| 20,4 km   | 6:10     | 792 m             | schronisko                                                 | Schronisko na Soszowie Wielkim            | Wisła 1:50 h przez Jawornik 1 h |
| 21,0 km   | 6:20     | 886 m             | szczyt · schronisko                                        | Soszów Wielki                             | |
| 22,5 km   | 6:40     | 920 m             | szczyt · punkt widokowy                                    | Cieślar                                   | |
| 23,0 km   | 6:50     | 843 m             | szczyt                                                     | Stożek Mały                               | dołącza ze Stacji PKP Wisła Dziechcinka 1:30 h |
| 25,0 km   | 7:20     | 978 m             | szczyt · schronisko                                        | Stożek Wielki – Schronisko PTTK na Stożku | stacja PKP Wisła Głębce 1:50 h dołącza ze Stacji PKP Wisła Głębce 2:05 h↑ |
| 26,8 km   | 7:45     | 989 m             | szczyt                                                     | Kiczory                                   | skręca do Jaworzynki 3 h przez Jasnowice 2 h odbija na Baranią Górę 5:30 – 6 h przez Istebnę Bucznik 1:35 h i Schronisko PTTK Przysłop pod Baranią Górą 4:40 – 4:50 h |
| 28,0 km   | 8:10     | 774 m             | przełęcz                                                   | Przełęcz Łączecko                         | Schronisko PTTK na Stożku 0:50 h ← → Stacja PKP Wisła Głębce 1:10 h |
| 31,5 km   | 9:10     | 761 m             | przełęcz · autobus                                         | przełęcz Kubalonka                        | Stacja PKP Wisła Głębce 0:50 h ← → na Smerekowiec 2:50 – 3:15 h przez Nową Osadę 1:35 h |
| 34,0 km   | 9:50     | 760 m             | przełęcz · skały                                           | Przełęcz Szarcula                         | Stacja PKP Wisła Głębce 1:20 h ← → do Koniakowa 3:30 h przez Istebną Olzę 1:35 h |
| 37,0 km   | 10:40    | 760 m             | kościół · schronisko                                       | Stecówka – kościół                        | |
| 40,8 km   | 11:40    | 900 m             | schronisko · muzeum · rezerwat roślinny                    | Schronisko PTTK Przysłop pod Baranią Górą | Zwardoń 4 h przez Koniaków 1:50 h ← → na Baranią Górę 1 h · Schronisko PTTK na Stożku 4:45 – 5:15 h przez Istebną Bucznik 2:35 h ← → na Baranią Górę 1 h |
| 44,5 km   | 12:40    | 1220 m            | szczyt · punkt widokowy · pomnik                           | Barania Góra                              | Kamesznica 2:30 h skręca do Wisły Czarnego 2 h |
| 46,5 km   | 13:15    | 1140 m            | szczyt                                                     | Magurka Wiślańska                         | odbija do Bielska-Białej (Straconka) 10:30 – 12 h przez Skrzyczne 1:50 h, Szczyrk 3:30 h, Schronisko PTTK na Klimczoku 5:20 – 5:40 h, przełęcz Kołowrót 6:20 – 6:50 h, Bystrą 7:10 – 7:50 h, Stację PKP Wilkowice-Bystra 7:50 – 8:40 h oraz Schronisko PTTK na Magurce Wilkowickiej 9:30 – 10:30 h |
| 48,3 km   | 13:45    | 1108 m            | szczyt · punkt widokowy                                    | Magurka Radziechowska                     | Ostre 1:40 h |
| 49,9 km   | 14:05    | 1039 m            | punkt widokowy                                             | Hala Radziechowska                        | Radziechowy 1:45 h |
| 51,7 km   | 14:30    | 1034 m            | szczyt · skały                                             | Glinne                                    | |
| 57,8 km   | 16:05    | 413 m             | kolej · autobus · zabytek · muzeum · hotel · park · drzewo | Węgierska Górka                           | Kamesznica Fajkówka 2:35 h |

### Beskid Żywiecki i Makowski
| Odległość | Czas (h) | Wysokość(n.p.m.) | Atrakcje                                                   | Miejsce                                  | Skrzyżowania szlaków |
| --------- | -------- | ---------------- | ---------------------------------------------------------- | ---------------------------------------- | --- |
| 0,0 km    |          | 413 m            | kolej · autobus · zabytek · muzeum · hotel · park · drzewo | Węgierska Górka                          | Kamesznica Fajkówka 2:35 h |
| 2,6 km    | 0:35     | 489 m            | autobus                                                    | Żabnica                                  | Rajcza PKP 4:20 h przez Schronisko PTTK na Hali Boraczej 2:20 h |
| 7,2 km    | 2:00     | 857 m            | szczyt · punkt widokowy · rezerwat krajobrazowy            | Abrahamów                                | |
| 10,3 km   | 2:55     | 646 m            | schronisko · rezerwat krajobrazowy                         | Stacja Słowianka                         | Schronisko PTTK na Hali Boraczej 1:50 h przez Żabnicę Skałki 0:50 h · Bystra 1:25 h ← → Żywiec 6:40 – 7:30 h przez Romankę 1:45 h i · Sopotnię Małą 4:15 h |
| 18,0 km   | 5:00     | 1290 m           | schronisko · rezerwat krajobrazowy                         | Schronisko PTTK na Hali Rysiance         | Złatna 1:25 h · Żabnica Skałki 1:50 h ← → Milówka PKP 3:20 h przez Schronisko PTTK na Hali Lipowskiej 0:10 h i Schronisko PTTK na Hali Boraczej 1:40 h · Rajcza PKP 3:30 h przez Schronisko PTTK na Hali Lipowskiej 0:10 h ← → Romanka 1 h · Bacówka PTTK na Krawcowym Wierchu 3:50 h przez Schronisko PTTK na Hali Lipowskiej 0:10 h i Złatną Szkołę 2 h ← → Sopotnia Wielka 1:35 h |
| 20,1 km   | 5:30     | 1216 m           | szczyt · rezerwat krajobrazowy                             | Trzy Kopce                               | Bacówka PTTK na Rycerzowej 6:45 h – 7:15 h przez Bacówkę PTTK na Krawcowym Wierchu 2:30 h i Glinkę 3:55 h oraz Soblówkę 5 – 5:15 h |
| 26,5 km   | 6:55     | 1330 m           | schronisko · rezerwat krajobrazowy                         | Schronisko PTTK na Hali Miziowej         | Góra Pięciu Kopców 0:45 h · Góra Pięciu Kopców 0:45 h ← → Korbielów 1:40 h · Sopotnia Wielka 1:25 h ← → Korbielów 1:40 h |
| 32,0 km   | 8:15     | 808 m            | przełęcz · autobus · rezerwat krajobrazowy                 | Przełęcz Glinne                          | Przełęcz Jałowiecka 7:30 – 8 h przez Korbielów 1 h i Krzyżówki 2:05 h oraz Halę Kamińskiego 5:30 – 6 h |
| 36,4 km   | 9:25     | 854 m            | przełęcz                                                   | Przełęcz pod Beskidem Krzyżowskim        | Schronisko PTTK na Hali Miziowej 3:10 h przez Korbielów 0:55 h |
| 40,6 km   | 10:35    | 1046 m           | szczyt                                                     | Jaworzyna                                | |
| 42,4 km   | 11:05    | 830 m            | przełęcz                                                   | Przełęcz Głuchaczki                      | |
| 46,1 km   | 12:00    | 1024 m           | szczyt                                                     | Mędralowa Zachodnia                      | Przyborów Moczarki 1:35 h Koszarawa Bystra 0:50 h |
| 48,0 km   | 12:25    | 1169 m           | szczyt · punkt widokowy                                    | Mędralowa                                | |
| 48,3 km   | 12:30    | 1151 m           | szczyt                                                     | Kolisty Groń                             | do szlaku 0:05 h |
| 51,3 km   | 13:25    | 998 m            | przełęcz                                                   | Przełęcz Jałowiecka Północna             | Przełęcz Glinne 7:40 – 8:20 h przez Halę Kamińskiego 2:15 h i Krzyżówki 5:30 – 6 h oraz Korbielów 6:30 – 7 h · Sidzina przez Hucisko PKP 4:25 h i Zawoję 9:30 – 10:15 h oraz Przełęcz Kucałową ← → Żywieckie Rozstaje 0:35 h |
| 52,1 km   | 13:40    | 997 m            | przełęcz · park narodowy                                   | Przełęcz Jałowiecka Południowa           | |
| 53,0 km   | 14:00    | 1100 m           | punkt widokowy · park narodowy                             | Żywieckie Rozstaje                       | odbija do Jabłonki 6:30 – 7 h przez Małą Babią Górę 1:10 h i Babią Górę 2:30 h oraz Kiczory 5:15 – 5:35 h |
| 53,9 km   | 14:15    | 1100 m           | park narodowy                                              | Fickowe Rozstaje                         | Zawoja Widły 2:20 h przez Zawoję Czatoża 1:20 h ← → Schronisko PTTK na Markowych Szczawinach 0:40 h |
| 56,3 km   | 14:55    | 1180 m           | schronisko · muzeum · park narodowy                        | Schronisko PTTK na Markowych Szczawinach | Zawoja Czatoża 4:45 – 5 h przez Przełęcz Lipnicką 1:35 h, Zawoję Policzne 2:35 h i Zawoję Markowa 4:15 h Zawoja Widły 2:05 h przez Zawoję Markowa 1:15 h Zawoja Podryzowane 1:45 h Perć Akademików !!! – odbija na Babią Górę 1:50 h |
| 57,9 km   | 15:35    | 1408 m           | przełęcz · punkt widokowy · park narodowy                  | Przełęcz Brona                           | Sidzina przez Małą Babią Górę 0:25 h, Hucisko PKP 6:50 – 7:20 h i Zawoję Centrum ← → na Babią Górę 1 h |
| 60,0 km   | 16:35    | 1725 m           | szczyt · punkt widokowy · skały · park narodowy            | Babia Góra                               | Zawoja Widły 4:25 h przez Schronisko PTTK na Markowych Szczawinach 1:30 h odbija do Jabłonki 5:10 – 5:30 |
| 62,8 km   | 17:25    | 1367 m           | szczyt · punkt widokowy · park narodowy                    | Sokolica                                 | Szkolnikowe Rozstaje 0:35 h |
| 65,0 km   | 18:10    | 1012 m           | przełęcz · autobus · pomnik · park narodowy                | Przełęcz Lipnicka                        | (Szlak im. Karola Wojtyły) Przełęcz Kucałowa 2:55 h · Schronisko PTTK na Markowych Szczawinach 1:40 h ← → Zawoja Czatoża 3:15 h przez Zawoję Policzne 1 h |
| 70,7 km   | 19:50    | 1298 m           | szczyt · punkt widokowy                                    | Cyl Hali Śmietanowej                     | Zawoja Podryzowane 1:40 h |
| 72,5 km   | 20:25    | 1369 m           | szczyt · rezerwat roślinny                                 | Polica                                   | Schronisko PTTK na Starych Wierchach 11 – 11:45 h przez Przełęcz Zubrzycką 1:15 h i Żelaźnicę 6:30 – 7 h oraz Rdzawkę (stację paliwową) 9:40 – 10:15 h |
| 74,5 km   | 21:05    | 1170 m           | przełęcz · schronisko · punkt widokowy                     | Przełęcz Kucałowa                        | (Szlak im. Karola Wojtyły) odbija do Skawicy 2:10 h · Skawica 2:10 h · Juszczyn PKP 3:05 h · Schronisko PTTK na Hali Krupowej 0:05 h ← → Sidzina Wielka Polana 1:15 h · Jabłonka przez Zawoję Centrum 2:25 h i Hucisko PKP 8:10 – 8:40 h oraz Babią Górę ← → Sidzina Dąb 2 h |
| 75,7 km   | 21:20    | 1247 m           | szczyt · punkt widokowy · kaplica · maszt                  | Okrąglica                                | |
| 81,1 km   | 22:50    | 845 m            | szczyt · pomnik                                            | Judaszka                                 | dołącza ze Skawy PKP 4:35 h przez Sidzinę Dąb 1:30 h i Wysoką 3:50 h |
| 82,2 km   | 23:05    | 875 m            | szczyt · punkt widokowy                                    | Drobny Wierch                            | odbija do Kojszówki PKP 1:10 h i PKS 1:15 h |
| 83,3 km   | 23:20    | 887 m            | szczyt · punkt widokowy                                    | Cupel                                    | Trzebunia 7:15 – 7:45 h przez Osielec 1:20 h i Skomielną Czarną 4:20 h |
| 87,9 km   | 24:20    | 448 m            | kościół · autobus                                          | Bystra Podhalańska                       | |
| 92,0 km   | 25:15    | 482 m            | kościół · autobus · pomnik                                 | Jordanów (rynek)                         | Wieliczka przez Lubień 4:20 h i Dobczyce Brzeźnica PKP przez Bieńkówkę 4:30 h i Lanckoronę ← Jordanów (rynek) → Łopuszna przez Luboń Wielki 4 h i Rabkę-Zdrój 6:20 – 6:30 h oraz Turbacz |
| 97,5 km   | 26:30    | 463 m            | kościół · kaplica · kolej · autobus                        | Skawa PKP                                | Kojszówka 6:20 – 6:30 h przez Sidzinę Dąb 3:10 h |
| 100,8 km  | 27:15    | 605 m            | autobus                                                    | Zakopianka                               | |

### Gorce
| Odległość | Czas (h) | Wysokość (n.p.m.) | Atrakcje                                                               | Miejsce                              | Skrzyżowania szlaków |
| --------- | -------- | ----------------- | ---------------------------------------------------------------------- | ------------------------------------ | --- |
| 0,0 km    |          | 605 m             | autobus                                                                | Zakopianka                           | |
| 4,4 km    | 1:00     | 481 m             | kościół · muzeum · kaplica · cmentarz · hotel · kolej · autobus · park | Rabka-Zdrój                          | Harkabuz 4:45 h przez Rabę Wyżną 3:05 h Luboń Wielki 2:40 h |
| 9,2 km    | 2:30     | 815 m             | szczyt · punkt widokowy                                                | Maciejowa                            | Rabka-Zdrój Słone (szkoła) 0:35 h |
| 10,3 km   | 2:55     | 853 m             | schronisko · punkt widokowy                                            | Bacówka PTTK na Maciejowej           | Piątkowa Góra (kościół św. Krzyża) 2:30 h przez Ponice 0:55 h ← → Poręba Górna 1 h |
| 13,8 km   | 3:50     | 983 m             | schronisko · punkt widokowy · park narodowy                            | Schronisko PTTK na Starych Wierchach | Luboń Wielki 4:30 h przez Olszówkę 1:50 h · Polica 11 – 12:30 h przez Pyzówkę PKP 2 h i Żeleźnicę 4:35 h · Nowy Targ Kowaniec 2:15 h przez Obidową 0:25 h ← → Obidowiec 0:45 h |
| 15,9 km   | 4:35     | 1106 m            | szczyt · punkt widokowy · park narodowy                                | Obidowiec                            | odbija do Koninek 1:15 h |
| 20,2 km   | 5:55     | 1310 m            | szczyt · pomnik · park narodowy                                        | Turbacz                              | |
| 20,4 km   | 6:00     | 1278 m            | schronisko · muzeum · punkt widokowy · park narodowy                   | Schronisko PTTK na Turbaczu          | Nowy Targ-Kowaniec1:55 h ← → Tymbark PKP 10:30 – 12 h przez Kudłoń 2:05 h i Lubomierz Przysłop 3:50 h oraz Mogielicę 7 – 7:40 h · Nowy Targ Kowaniec 2 h ← → Szczebel 7:30 h przez Muzeum Biograficzne Władysława Orkana „Orkanówka” w Porębie Wielkiej 2:35 h i Rabę Niżną PKP 4:50 – 5 h · Brzeźnica PKP przez Koninki 1:40 h, Olszówkę 3:30 h, Rabkę-Zdrój 4:45 h, Luboń Wielki 7:15 – 8:15 h, Jordanów 10 – 12 h, Koskową Górę i Lanckoronę ← → Łopuszna 2:40 h |
| 21,1 km   | 6:10     | 1180 m            | przełęcz · punkt widokowy · park narodowy                              | Hala Długa                           | |
| 22,6 km   | 6:30     | 1269 m            | park narodowy                                                          | Polana Gabrowska Duża                | Grywałd 8 – 9 h przez Gorc 2:20 h i Ochotnicę Dolną (ośrodek zdrowia) 4:10 h oraz Lubań 6:30 – 7:15 h |
| 23,5 km   | 6:45     | 1282 m            | szczyt · punkt widokowy · park narodowy                                | Kiczora                              | |
| 24,4 km   | 7:00     | 1180 m            | park narodowy                                                          | Zielenica                            | Łopuszna (ośrodek Zarębek) 1:45 h |
| 29,4 km   | 8:10     | 846 m             | przełęcz                                                               | Przełęcz Knurowska                   | |
| 32,0 km   | 9:00     | 915 m             | schronisko                                                             | Studzionki                           | |
| 39,9 km   | 11:15    | 1036 m            |                                                                        | Morgi                                | Polana Gabrowska Duża – 6 – 6:40 h przez Ochotnicę Dolną (ośrodek zdrowia) 1:20 h i Gorc 3:55 h ← Morgi → Lubań 0:50 h |
| 42,4 km   | 12:05    | 1211 m            | szczyt · punkt widokowy                                                | Lubań                                | odbija do Grywałdu 1:55 h · Tarnów przez Ochotnicę Dolną 1:40 h, Kamienica 3:40 h, Limanową 8:40 – 10 h, Jezioro Rożnowskie 13 – 18 h, Gródek nad Dunajcem, Ciężkowice i Tuchów ← → Wielki Rogacz przez Czorsztyn 2:10 h, Trzy Korony 4:40 – 5:10 h, Schronisko PTTK „Orlica” 7:45 – 8:45 h i Wysoką |
| 42,9 km   | 12:10    | 1200 m            |                                                                        | Średni Groń                          | Jaworzynka 4:20 h przez Tylmanową Rzeka I PKS 2:20 h |
| 52,4 km   | 14:55    | 420 m             | kościół · muzeum · kaplica · zabytek · hotel · autobus                 | Krościenko nad Dunajcem              | Sromowce Niżne 2:40 h przez Przełęcz Szopka 1:35 h i Schronisko PTTK „Trzy Korony” 2:25 h Czertezik 1:15 h ← Krościenko nad Dunajcem → Sokolica 1:10 h |

### Beskid Sądecki
| Odległość | Czas (h) | Wysokość (n.p.m.) | Atrakcje | Miejsce                                        | Skrzyżowania szlaków |
| --------- | -------- | ----------------- | --- | ---------------------------------------------- | --- |
| 0,0 km    |          | 420 m             | kościół · muzeum · kaplica · zabytek · hotel · autobus                                                             | Krościenko nad Dunajcem                        | Sromowce Niżne 2:40 h przez Przełęcz Szopka 1:35 h i Schronisko PTTK „Trzy Korony” 2:25 h Czertezik 1:15 h ← Krościenko nad Dunajcem → Sokolica 1:10 h |
| 5,5 km    | 2:25     | 983 m             | Popradzki P.K. | Dzwonkówka                                     | Modyń 7 h przez Łącko 3:40 h ← → Szafranówka 2:40 h przez Bacówka pod Bereśnikiem 0:50 h i Szczawnicę 1:45 h oraz Palenicę 2:30 h |
| 6,4 km    | 2:40     | 832 m             | przełęcz · punkt widokowy · rezerwat krajobrazowy                                                                  | Przełęcz Przysłop                              | Obidza Zarębki 1:45 h Jazowsko 2:30 h przez Obidzę Zarębki 1:40 h – ew. (szlakiem gminnym ) Gołkowice (kościół) 4:20 h |
| 12,3 km   | 4:35     | 1175 m            | schronisko · maszt · szczyt · rezerwat krajobrazowy                                                                | Schronisko PTTK na Przehybie                   | Szczawnica 2:25 h ← → Wielka Przehyba 0:20 h · Szczawnica 2:10 h ← → Jazowsko 2:50 h |
| 13,7 km   | 4:55     | 1155 m            | rezerwat krajobrazowy                                                                                              | Wielka Przehyba (zach. zbocze)                 | skręca do Rytra PKP i PKS 2:45 h Stary Sącz PKP 3:55 h |
| 16,0 km   | 5:30     | 1207 m            | szczyt · punkt widokowy · rezerwat krajobrazowy                                                                    | Mała Radziejowa                                | |
| 16,9 km   | 6:05     | 1262 m            | szczyt · pomnik · punkt widokowy · rezerwat krajobrazowy                                                           | Radziejowa                                     | |
| 17,8 km   | 6:20     | 1106 m            | przełęcz · rezerwat krajobrazowy                                                                                   | Przełęcz Żłobki                                | Roztoka Wielka (pomnik) 2:25 h |
| 18,6 km   | 6:35     | 1182 m            | szczyt · punkt widokowy · rezerwat krajobrazowy                                                                    | Wielki Rogacz                                  | Tarnów przez Przełęcz Rozdziela 1:45 h, Wysoką 3 h, Szafranówkę 4:50 – 5 h, Schronisko PTTK „Orlica” 5:40 – 5:50 h, Sokolicę 6:30 – 7 h, Trzy Korony 8:30 – 9:30 h, Czorsztyn 10:45 – 12 h, Lubań 13 – 15 h, Limanową, Jezioro Rożnowskie, Gródek nad Dunajcem, Ciężkowice i Tuchów. Zobacz artykuł o szlaku Tarnów – Wielki Rogacz |
| 21,7 km   | 7:20     | 1001 m            | szczyt · punkt widokowy · rezerwat krajobrazowy                                                                    | Niemcowa                                       | Piwniczna-Zdrój PKP 1:40 h Chatka pod Niemcową 0:10 h (szlak gminny) Roztoka Ryterska 1:45 h |
| 24,1 km   | 8:00     | 763 m             | szczyt · rezerwat krajobrazowy                                                                                     | Kordowiec                                      | (szlak gminny) Sucha Struga (Kretówki) 2:20 h przez Młodów PKP 1 h (szlak gminny) Rytro PKP 1:05 h |
| 28,4 km   | 9:25     | 338 m             | kościół · zamek · ruiny · hotel · kolej · autobus                                                                  | Rytro (PKP i PKS)                              | Szczawnica 6 – 6:30 h przez Schronisko PTTK na Przehybie 3:50 h (szlak gminny) Kordowiec 1:40 h (szlak gminny) Kanarkówka 1:55 h |
| 30,3 km   | 10:35    | 719 m             | skały · rezerwat krajobrazowy                                                                                      | Sucha Struga (Kretówki)                        | (szlak gminny) Kordowiec 2:20 h przez Młodów PKP 1 h |
| 31,5 km   | 10:55    | 844 m             | schronisko · rezerwat krajobrazowy                                                                                 | Schronisko Cyrla                               | (szlak gminny) Życzanów PKS 1:45 h |
| 32,7 km   | 11:15    | 921 m             | rezerwat krajobrazowy                                                                                              | Makowica (zach. zbocze) – okolice Polany Wyrąb | Barcice PKP 2:30 h Nowy Sącz PKP 4 h przez Żeleźnikową Małą 2:25 h |
| 36,1 km   | 12:15    | 1044 m            | szczyt · punkt widokowy · pomnik · rezerwat krajobrazowy                                                           | Hala Pisana                                    | Piwniczna-Zdrój 2:05 h ← → Frycowa PKS 2:25 h |
| 40,8 km   | 13:20    | 1061 m            | schronisko · pomnik · rezerwat krajobrazowy                                                                        | Schronisko PTTK na Hali Łabowskiej             | Piwniczna-Zdrój PKP 2:35 h przez Łomnicę-Zdrój 1:40 h ← → Łabowa PKS 2:05 h · Łomnica-Zdrój PKP 2:35 h przez Łomnicę Zdrój (pocztę i szkołę) 2:05 h |
| 48,1 km   | 15:00    | 1082 m            | szczyt · rezerwat krajobrazowy                                                                                     | Runek                                          | Żegiestów-Zdrój PKS 3:50 h przez Bacówkę PTTK nad Wierchomlą 0:35 h i Pustą Wielką 1:50 h oraz Żegiestów Palenicę 2:35 h ← → Leluchów PKP 8 – 9 h przez Drabiakówkę 1:05 h, przełęcz Krzyżową 1:35 h, Krynicę Zdrój 2:10 h i Górę Parkową 2:40 h oraz Powroźnik 5 h |
| 51,4 km   | 16:00    | 1114 m            | szczyt · muzeum · schronisko · rezerwat krajobrazowy                                                               | Jaworzyna Krynicka                             | Muszyna 2:25 h przez Złockie 1:45 h ← → Diabelski Kamień 0:45 h przez Muzeum Turystyki Górskiej PTTK na Jaworzynie Krynickiej 0:20 h |
| 52,4 km   | 16:25    | 962 m             | skały · jaskinia · rezerwat krajobrazowy                                                                           | Diabelski Kamień – Diabla Dziura               | Muszyna 3:20 h przez Muzeum Turystyki Górskiej PTTK na Jaworzynie Krynickiej 0:30 h i Jaworzynę Krynicką 0:55 h oraz Złockie 2:40 h ← → Stróże PKP przez Przełęcz Krzyżową 1 h, Krynicę Zdrój 1:35 h, Huzary 2:35 h, Dzielec 4:10 h, Lackową 5:30 – 6 h, Wysową Zdrój, Kozie Żebro, Skwirtne, Magurę Małastowską, Przełęcz Zdżar, Szymbark i Maślaną Górę · Zobacz artykuł o Szlaku Wincentego Pola                                               |
| 54,6 km   | 17:10    | 601 m             | autobus · rezerwat krajobrazowy                                                                                    | Czarny Potok (Ośr. wyp. AR) PKS                | |
| 58,0 km   | 18:15    | 572 m             | kościół · zabytek · muzeum · kaplica · kolej · autobus · cmentarz · hotel · źródło · maszt · rezerwat krajobrazowy | Krynica-Zdrój                                  | Kopciowa PKS 2:10 h przez Przełęcz Krzyżową 0:45 h i Drabiakówkę 1:15 h ← Krynica-Zdrój → Kopciowa PKS 2:30 h przez Górę Parkową 0:30 h i Huzary 1:10 h Żegiestów-Zdrój PKS 6:15 – 6:45 h przez Przełęcz Krzyżową 0:45 h, Drabiakówkę 1:15 h, Runek 2:40 h, Bacówkę PTTK nad Wierchomlą 3:15 h i Pustą Wielką 4:30 h oraz Żegiestów Palenicę 5:10 – 5:20 h ← Krynica-Zdrój → Leluchów PKP 6 – 6:45 h przez Górę Parkową 0:30 h i Powroźnik 2:50 h |
| 59,0 km   | 18:25    | 582 m             | kościół · zabytek · muzeum · autobus · hotel · źródło · rezerwat krajobrazowy                                      | Krynica-Zdrój (kościół NMP Wniebowziętej)      | Muszyna 5:10 h przez Przełęcz Krzyżową 0:45 h, Muzeum Turystyki Górskiej PTTK na Jaworzynie Krynickiej 2:20 h i Jaworzynę Krynicką 2:45 h oraz Złockie 4:30 h ← → Huzary 1 h |
| 62,4 km   | 19:25    | 864 m             | Popradzki P.K. | Huzary                                         | Drabiakówka 2:20 h przez Kopciową PKS 1:20 h ← → Drabiakówka 2:15 h przez Górę Parkową 0:35 h i Krynicę-Zdrój 1 h oraz Przełęcz Krzyżową 1:45 h · Kopiec Pułaskiego w Krynicy-Zdroju 0:15 h ← → Tylicz 1 h · (Szlak Wincentego Pola) odchodzi do Stróż PKP przez Dzielec 1:35 h, Lackową 3 – 3:30 h, Wysową Zdrój, Kozie Żebro, Skwirtne, Magurę Małastowską, Przełęcz Zdżar, Szymbark i Maślaną Górę                                             |

### Beskid Niski
| Odległość | Czas (h) | Wysokość (n.p.m.) | Atrakcje                                                                                    | Miejsce                                        | Skrzyżowania szlaków |
| --------- | -------- | ----------------- | ------------------------------------------------------------------------------------------- | ---------------------------------------------- | --- |
| 0,0 km    |          | 864 m             | szczyt · rezerwat krajobrazowy                                                              | Huzary                                         | Drabiakówka 2:20 h przez Kopciową PKS 1:20 h ← → Drabiakówka 2:15 h przez Górę Parkową 0:35 h i Krynicę-Zdrój 1 h oraz Przełęcz Krzyżową 1:45 h · Kopiec Pułaskiego w Krynicy-Zdroju 0:15 h ← → Tylicz 1 h · (Szlak Wincentego Pola) – odchodzi do Stróż PKP przez Dzielec 1:35 h, Lackową 3 – 3:30 h, Wysową Zdrój, Kozie Żebro, Skwirtne, Magurę Małastowską, Przełęcz Zdżar, Szymbark i Maślaną Górę                                                                     |
| 2,7 km    | 1:00     | 629 m             | kościół · kaplica · zabytek · drzewo · autobus                                              | Mochnaczka Niżna                               | |
| 6,7 km    |          | 530 m             | kościół · zabytek · cmentarz · autobus                                                      | Banica                                         | |
| 8,7 km    |          | 550 m             | kaplica · autobus                                                                           | droga do Izb                                   | |
| 14,0 km   | 4:00     | 560 m             | hotel · cmentarz                                                                            | Ropki                                          | Niebieski szlak turystyczny Rzeszów – Grybów Grybów przez Bordiów Wierch – Homolę – Wawrzkę i Chełm ← Ropki → Rzeszów przez Wysową-Zdrój – Przełęcz Regetowską – Jaworzynę Konieczniańską – Konieczną – Przełęcz Beskid nad Ożenną – Ożenną – Hutę Polańską – Barwinek – Przełęcz Dukielską – Przełęcz Radoszycką – a dalej przez: Bieszczady Zachodnie, Góry Sanocko-Turczańskie, Pogórze Przemyskie i Pogórze Dynowskie Ostry Wierch przez Przełęcz Prehyba i Białą Skałę |
| 17,0 km   | 4:55     | 450 m             | kościół · kaplica · zabytek · schronisko · autobus                                          | Hańczowa                                       | |
| 20,2 km   | 6:55     | 847 m             | szczyt                                                                                      | Kozie Żebro                                    | (Szlak Wincentego Pola) · Stróże przez Skwirtne, Smerekowiec, Magurę Małastowską, Przełęcz Zdżar, Szymbark i Maślaną Górę ← → Muszyna przez Wysową-Zdrój, Ostry Wierch, Lackową, Huzary, Krynicę-Zdrój i Jaworzynę Krynicką |
| 23,2 km   | 7:40     | 535 m             |                                                                                             | Regietów                                       | Wysowa-Zdrój przez Przełęcz Regetowską i Przełęcz Wysowską oraz Blechnarkę |
| 24,9 km   |          | 771 m             | szczyt · cmentarz                                                                           | Rotunda                                        | |
| 28,3 km   | 9:40     | 475 m             | autobus · schronisko · kaplica                                                              | Zdynia (Ług)                                   | |
| 30,7 km   |          | 684 m             | szczyt                                                                                      | Popowe Wierchy                                 | |
| 33,4 km   | 12:10    | 570 m             | kościół · zabytek · kaplica · cmentarz                                                      | Krzywa                                         | |
| 36,0 km   | 13:10    | 500 m             | kościół · zabytek · kaplica                                                                 | Wołowiec                                       | Folusz przez Banicę i Bartne ← → Przełęcz Dujawa przez Nieznajową i Radocynę |
| 40,1 km   | 15:10    | 620 m             | schronisko · kaplica                                                                        | Bacówka PTTK w Bartnem                         | Szalowa PKP przez Banicę, Magurę Małastowską, Obocz, Siary i Gorlice |
| 41,6 km   |          | 625 m             | przełęcz                                                                                    | Przełęcz Majdan                                | |
| 42,2 km   | 16:40    | 842 m             | szczyt · park narodowy · kaplica · pomnik                                                   | Magura                                         | Gorlice PKP i PKS przez Wątkową, Kornuty, Barwinok, Mały Ferdel, Wapienne i Męcinę Wielką ← → Ożenna przez Folusz, Mrukową, Nowy Żmigród, Grzywacką Górę, Kąty, Obszar Ochrony Ścisłej Kamień, Krempną i Wysokie |
| 45,4 km   |          | 801 m             | szczyt · park narodowy                                                                      | Świerzowa                                      | |
| 49,1 km   | 19:00    | 635 m             | park narodowy                                                                               | Ostrysz (wsch. zbocze)                         | Mrukowa przez Kaplicę pod Trzema Kopcami ← Ostrysz → Przełęcz Hałbowska przez Kotań |
| 50,3 km   |          | 705 m             | szczyt · park narodowy                                                                      | Kolanin                                        | |
| 55,6 km   | 21:20    | 577 m             | przełęcz · park narodowy · cmentarz · autobus                                               | Przełęcz Hałbowska                             | Ostrysz (wsch. zbocze) przez Kotań ← → Krempna |
| 58,0 km   | 21:55    | 630 m             | rezerwat ścisły · park narodowy                                                             | Obszar Ochrony Ścisłej Kamień                  | Ożenna przez Krempną i Wysokie ← → Grzywacka Góra przez Kąty |
| 62,2 km   | 23:10    | 335 m             | kaplica · autobus                                                                           | Kąty                                           | |
| 66,3 km   | 24:10    | 540 m             | szczyt · punkt widokowy · kaplica                                                           | Grzywacka Góra (płd zbocze)                    | skręca do Gorlic PKP i PKS przez Nowy Żmigród, Mrukową, Folusz, Magurę, Wątkową, Kornuty, Barwinok, Mały Ferdel, Wapienne i Męcinę Wielką |
| 68,0 km   |          | 641 m             | szczyt · rezerwat ścisły · punkt widokowy                                                   | Łysa Góra                                      | |
| 70,9 km   |          | 651 m             | szczyt                                                                                      | Polana                                         | |
| 73,9 km   | 26:10    | 558 m             | kościół · zabytek · pomnik · schronisko · autobus                                           | Chyrowa                                        | |
| 78,0 km   | 27:40    | 600 m             |                                                                                             | Chyrowa (płd zbocze)                           | Dukla przez Kardasz |
| 82,3 km   | 29:00    | 500 m             | kościół · zabytek · źródło                                                                  | Pustelnia Świętego Jana                        | Barwinek przez Stasiane, Ostrą, Czerwony Horb i Zyndranową Rezerwat Tysiąclecia na Cergowej Górze przez Nową Wieś |
| 83,4 km   | 29:20    | 350 m             | autobus                                                                                     | Droga krajowa nr 9 między Nową Wsią a Trzcianą | |
| 87,6 km   | 31:00    | 716 m             | szczyt · rezerwat roślinny                                                                  | Cergowa                                        | Dukla przez Rezerwat Tysiąclecia na Cergowej Górze ← → Stasiane przez Zawadkę Rymanowską i Piotrusia |
| 92,6 km   | 32:30    | 415 m             | kościół · zabytek · cmentarz · autobus                                                      | Lubatowa                                       | |
| 93,6 km   |          | 480 m             | punkt widokowy                                                                              | Żabia (płd.-wsch. zbocze)                      | |
| 96,4 km   | 33:45    | 400 m             | kościół · zabytek · źródło · hotel · pole namiotowe · autobus                               | Iwonicz-Zdrój                                  | Rymanów-Zdrój 2 h przez Górę Przymiarki 1:15 h · Klimkówka (Kościółek Świętokrzyski) 1:10 h · Las Piekliska (kapliczka) 1 h (szlak im. F. Piwarskiego) · Góra Żabia 1 h (szlak im W. Bełzy) · Las Grabiński 1:30 h przez Cyrenajkę 0:50 h · Bałucianka (cerkiew) 1:40 h przez Górę Przymiarki 1:15 h ← → Warzelnia Soli 1:15 h przez Źródło Bełkotka 0:15 h |
| 104,7 km  | 36:00    | 380 m             | kościół · źródło · hotel · schronisko · pole namiotowe · autobus                            | Rymanów-Zdrój                                  | Iwonicz-Zdrój przez Kopę Rymanów-Zdrój przez Wołtuszową (szlak wokół uzdrowiska) |
| 106,8 km  |          | 450 m             | pomnik przyrody                                                                             | Rymanów-Zdrój (Wołtuszowa)                     | Rymanów-Zdrój (leśniczówka) przez Zamczyska · Rymanów-Zdrój ← → Rymanów-Zdrój |
| 110,6 km  | 38:00    | 470 m             | pole namiotowe · autobus                                                                    | Wisłoczek                                      | |
| 113,3 km  |          | 388 m             | pole namiotowe · camping · autobus                                                          | Rudawka Rymanowska                             | |
| 115,6 km  | 39:00    | 390 m             | schronisko · autobus                                                                        | Puławy Dolne                                   | |
| 118,4 km  | 39:30    | 460 m             | kaplica · schronisko · autobus                                                              | Puławy Górne                                   | Besko przez Pastwiska ← → Rezerwat Bukowica |
| 121,1 km  | 41:00    | 750 m             | rezerwat roślinny                                                                           | Rezerwat Bukowica                              | skręca do Komańczy PKP przez Moszczaniec, Babę, Garb Średni i Dołżycę |
| 128,4 km  | 43:15    | 700 m             |                                                                                             | Pasmo Bukowicy                                 | Wola Piotrowa ← Pasmo Bukowicy → Baba przez Wisłok Wielki i Wisłok Górny |
| 130,1 km  |          | 778 m             | szczyt · punkt widokowy · maszt                                                             | Tokarnia                                       | |
| 132,9 km  |          | 545 m             | schronisko                                                                                  | Przybyszów                                     | |
| 136,7 km  | 45:15    | 640 m             |                                                                                             | Kamień (płd zbocze)                            | |
| 142,0 km  |          | 666 m             | szczyt · punkt widokowy                                                                     | Wahalowski Wierch                              | |
| 146,9 km  |          | 460 m             | kościół · zabytek · muzeum · pomnik · schronisko · kolej · autobus                          | Komańcza Letnisko PKP                          | Komańcza PKP ← → Komańcza PKP (szlak wokół miejscowości) |
| 147,4 km  | 47:15    | 450 m             | kościół · zabytek · muzeum · pomnik · hotel · schronisko · pole namiotowe · kolej · autobus | Komańcza PKP                                   | Besko przez Dołżycę, Garb Średni, Babę, Moszczaniec, Rezerwat Bukowica, Puławy Górne i Pastwiska |

### Bieszczady
| Odległość | Czas (h) | Wysokość (n.p.m.) | Atrakcje                                                                                    | Miejsce                                                    | Skrzyżowania szlaków |
| --------- | -------- | ----------------- | ------------------------------------------------------------------------------------------- | ---------------------------------------------------------- | --- |
| 0,0 km    |          | 450 m             | kościół · zabytek · muzeum · pomnik · hotel · schronisko · pole namiotowe · kolej · autobus | Komańcza PKP                                               | Besko przez Dołżycę, Garb Średni, Babę, Moszczaniec, Rezerwat Bukowica, Puławy Górne i Pastwiska |
| 2,7 km    | 0:50     | 446 m             | ← Ciśniańsko-Wetliński P.K.                                                                 | Prełuki                                                    | |
| 5,6 km    | 1:35     | 496 m             | pole namiotowe · rezerwat krajobrazowy                                                      | Duszatyn                                                   | |
| 9,6 km    | 2:40     | 698 m             | rezerwat ścisły · rezerwat krajobrazowy                                                     | Jeziorka Duszatyńskie – Rezerwat Zwiezło                   | |
| 13,2 km   | 3:45     | 997 m             | szczyt · cmentarz · rezerwat krajobrazowy                                                   | Chryszczata                                                | Schronisko Kropiwne 2:30 h przez Rabe 1:20 h Sanok PKP i PKS przez Turzańsk 1:35 h, Suliłę 2:05 h, Morochów PKP i Stróże Wielkie (Szlak dojściowy do bazy namiotowej PTTK Rabe) Wola Michowa 4:35 h przez SBN Rabe 1:10 h i Jaworne 2:35 h (UWAGA: Szlak słabo widoczny) |
| 17,7 km   | 5:05     | 816 m             | przełęcz · rezerwat krajobrazowy                                                            | Przełęcz Żebrak                                            | |
| 20,2 km   | 6:00     | 992 m             | szczyt · rezerwat krajobrazowy                                                              | Jaworne                                                    | (Szlak dojściowy do bazy namiotowej PTTK Rabe) Wola Michowa 2 h ← → Chryszczata 2:40 h przez SBN Rabe 1:05 h (UWAGA: Szlak słabo widoczny) |
| 20,9 km   | 6:10     | 928 m             | rezerwat krajobrazowy                                                                       | Jaworne (płd.-wsch. zbocze)                                | Przełęcz Mieczysława Orłowicza 10 – 11:20 h przez Kołonice (Łubne) 1:20 h, Jabłonki 1:35 h, Łopiennik 4:05 h, Dołżycę PKP 5:10 – 5:20 h, Czereninę 6:45 – 7:15 h i Bacówkę PTTK „Jaworzec” 8 – 8:30 h |
| 24,0 km   | 6:50     | 1071 m            | szczyt · rezerwat krajobrazowy                                                              | Wołosań (Patryja)                                          | |
| 30,5 km   | 8:20     | 820 m             | szczyt · rezerwat krajobrazowy                                                              | Hon                                                        | |
| 31,5 km   | 8:35     | 657 m             | schronisko · pole namiotowe · rezerwat krajobrazowy                                         | Bacówka PTTK „Pod Honem”                                   | |
| 33,0 km   | 9:00     | 562 m             | (V – IX)                                                                                    | Cisna                                                      | Przełęcz nad Roztokami Górnymi 2:25 h przez Majdan (skrzyżowanie) 0:35 h, Liszną 1 h i Roztoki Górne 2 h |
| 38,4 km   | 10:45    | 1097 m            | szczyt · punkt widokowy · rezerwat krajobrazowy                                             | Małe Jasło                                                 | |
| 40,4 km   | 11:35    | 1153 m            | szczyt · punkt widokowy · rezerwat krajobrazowy                                             | Jasło                                                      | |
| 42,0 km   | 12:05    | 1101 m            | szczyt · rezerwat krajobrazowy                                                              | Okrąglik                                                   | Grybów przez Przełęcz nad Roztokami Górnymi 1 h, Czerenin, Przejście graniczne Balnica-Osadné, Nowy Łupków, a dalej przez: Beskid Niski ← → Rzeszów przez Dziurkowiec 2:10 h, Riabą Skałę 2:40 h, Czoło 3:20 h, Borsuk 3:55 h, Czerteż 4:45 h, Hrubki 5:10 h, Kamienną 5:35 – 5:45 h, Krzemieniec 6 – 6:15 h, Wielką Rawkę 6:40 – 7 h, Ustrzyki Górne 8:10 – 9 h, Wołosate 9:20 – 10:20 h, Przełęcz pod Tarnicą 11 – 12:20 h, a dalej przez: Góry Sanocko-Turczańskie, Pogórze Przemyskie i Pogórze Dynowskie · Zobacz artykuł o szlaku Rzeszów – Grybów |
| 44,3 km   | 12:45    | 1102 m            | szczyt · punkt widokowy · rezerwat krajobrazowy                                             | Fereczata                                                  | |
| 50,0 km   | 14:05    | 602 m             | schronisko · autobus · rezerwat krajobrazowy                                                | Smerek Wieś                                                | |
| 55,3 km   | 16:10    | 1222 m            | szczyt · punkt widokowy · skały · park narodowy                                             | Smerek                                                     | |
| 56,5 km   | 16:35    | 1075 m            | przełęcz · park narodowy                                                                    | Przełęcz Mieczysława Orłowicza                             | Jaworne (płd.-wsch. zbocze) 10:15 – 11:15 h przez Bacówkę PTTK „Jaworzec” 1:55 h, Czereninę 3:50 h, Dołżycę PKP 5 h, Łopiennik 6:30 – 6:50 h, Jabłonki 8:20 – 8:50 h i Kołonice (Łubne) 8:40 – 9:10 h |
| 59,2 km   | 17:25    | 1253 m            | szczyt · punkt widokowy · skały · park narodowy                                             | Połonina Wetlińska (Osadzki Wierch)                        | |
| 62,0 km   | 18:10    | 1228 m            | szczyt · punkt widokowy · schronisko · skały · park narodowy                                | Schronisko PTTK „Chatka Puchatka” na Połoninie Wetlińskiej | Przełęcz Wyżna 0:55 h |
| 65,0 km   | 19:20    | 738 m             | ruiny · pole namiotowe · autobus · park narodowy                                            | Brzegi Górne                                               | |
| 70,8 km   | 21:25    | 1230 m            | szczyt · punkt widokowy · skały · park narodowy                                             | Połonina Caryńska                                          | Jawornik 6 – 6:20 h przez Przełęcz Wyżniańską 1:15 h, Bacówkę PTTK Pod Małą Rawką 1:35 h, Małą Rawkę 2:35 h i Wetlinę (kościół) 4:50 – 5 h ← → Magura Stuposiańska (płd.-wsch. zbocze – szlak ) 1:50 h przez Przysłup Caryński (Koliba Studencka) 1:15 h |
| 74,5 km   | 22:30    | 656 m             | kościół · muzeum · schronisko · hotel · pole namiotowe · autobus · park narodowy            | Ustrzyki Górne                                             | |
| 79,5 km   | 24:30    | 1240 m            | szczyt · punkt widokowy · park narodowy                                                     | Szeroki Wierch (zach. szczyt)                              | |
| 81,8 km   | 25:10    | 1315 m            | szczyt · punkt widokowy · park narodowy                                                     | Szeroki Wierch (Tarniczka)                                 | |
| 82,0 km   | 25:15    | 1276 m            | przełęcz · park narodowy                                                                    | Przełęcz pod Tarnicą                                       | Tarnica 0:15 h · Grybów przez Wołosate 1:20 h, Ustrzyki Górne 2:30 h, Wielką Rawkę 4:40 – 5 h, Krzemieniec 5:15 – 5:35 h, Kamienną 5:40 – 6 h, Hrubki 6:05 – 6:25 h, Czerteż 6:30 – 6:50 h, Borsuk 7:15 – 7:45 h, Czoło 7:50 – 8:30 h, Riabą Skałę 8:30 – 9:10 h, Dziurkowiec, 8:55 – 9:35 h, Okrąglik 10:45 – 11:45 h i Przełęcz nad Roztokami Górnymi 11:40 – 12:50 h, a dalej przez: Beskid Niski ← → Przełęcz Goprowców 0:15 h, |
| 83,2 km   | 25:30    | 1160 m            | przełęcz · park narodowy                                                                    | Przełęcz Goprowców                                         | odbija do Rzeszowa przez Krzemień 0:20 h, Bukowe Berdo (kulminacja najwyższego szczytu) 0:40 h, Bukowe Berdo (płn szczyt) 1:10 h, Pszczeliny (Widełki) PKS 3:10 h, Magurę Stuposiańską 4:40 – 5 h, Dwernik (kościół) 5:40 – 6 h, Dwernik (skrzyżowanie) 6:15 – 6:35 h, Otryt (Chata Socjologa) 7:20 – 7:50 h, Polanę 10:30 – 11:30 h, a dalej przez: Góry Sanocko-Turczańskie, Pogórze Przemyskie i Pogórze Dynowskie Zobacz artykuł o szlaku Rzeszów – Grybów                                                                                           |
| 85,7 km   | 25:55    | 1320 m            | szczyt · skały · park narodowy                                                              | Kopa Bukowska                                              | |
| 88,0 km   | 26:20    | 1333 m            | szczyt · punkt widokowy · skały · park narodowy                                             | Halicz                                                     | |
| 89,2 km   | 26:45    | 1280 m            | szczyt · punkt widokowy · skały · park narodowy                                             | Rozsypaniec                                                | |
| 90,3 km   | 27:05    | 1107 m            | przełęcz · punkt widokowy · skały · źródło · park narodowy                                  | Przełęcz Bukowska                                          | |
| 97,2 km   | 28:50    | 724 m             | schronisko · ruiny · pole namiotowe · autobus · park narodowy                               | Wołosate                                                   | Niebieski szlak turystyczny Rzeszów – Grybów |

Miejsca i obiekty na głównym szlaku beskidzkim
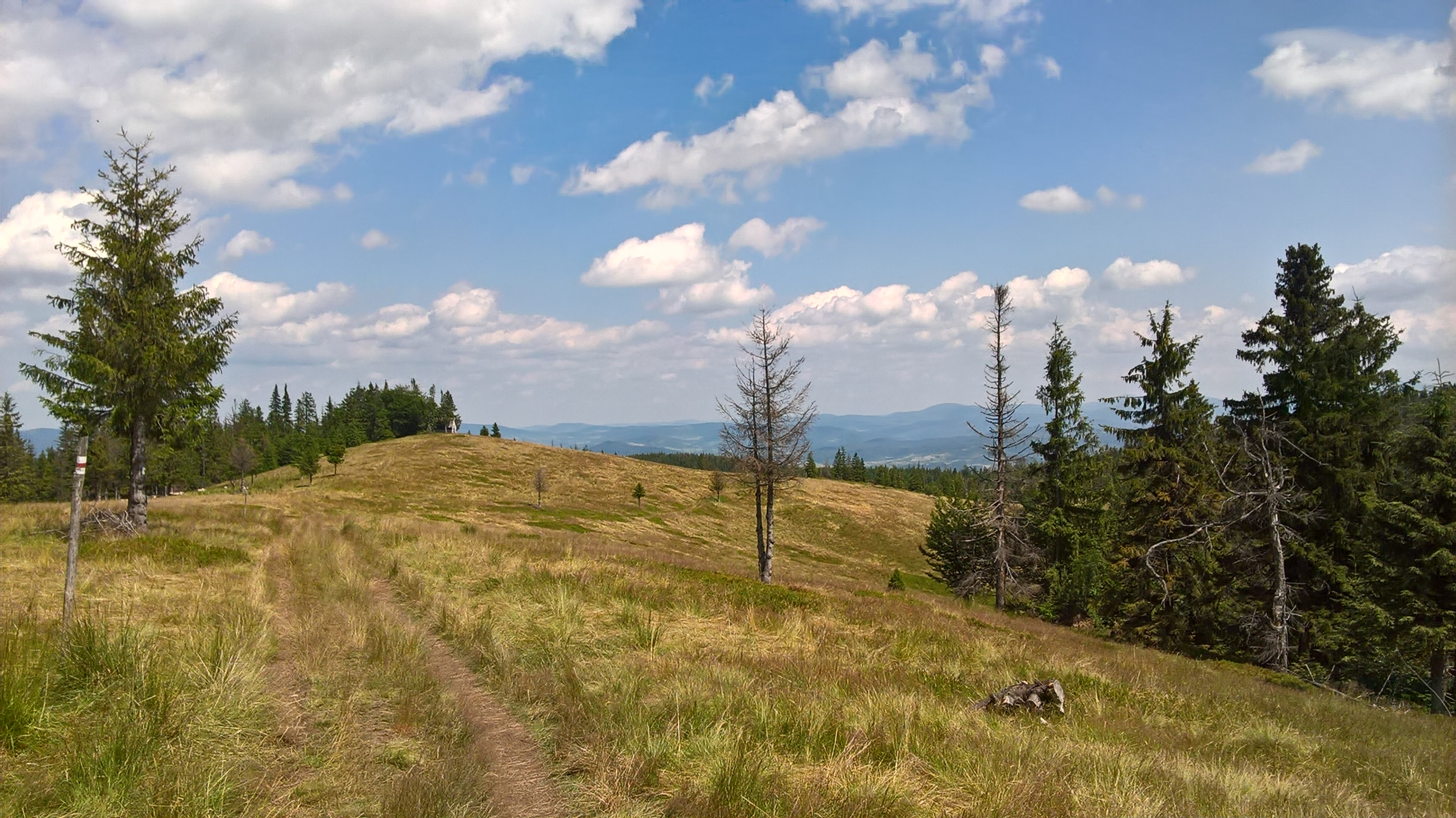
Hala Radziechowska
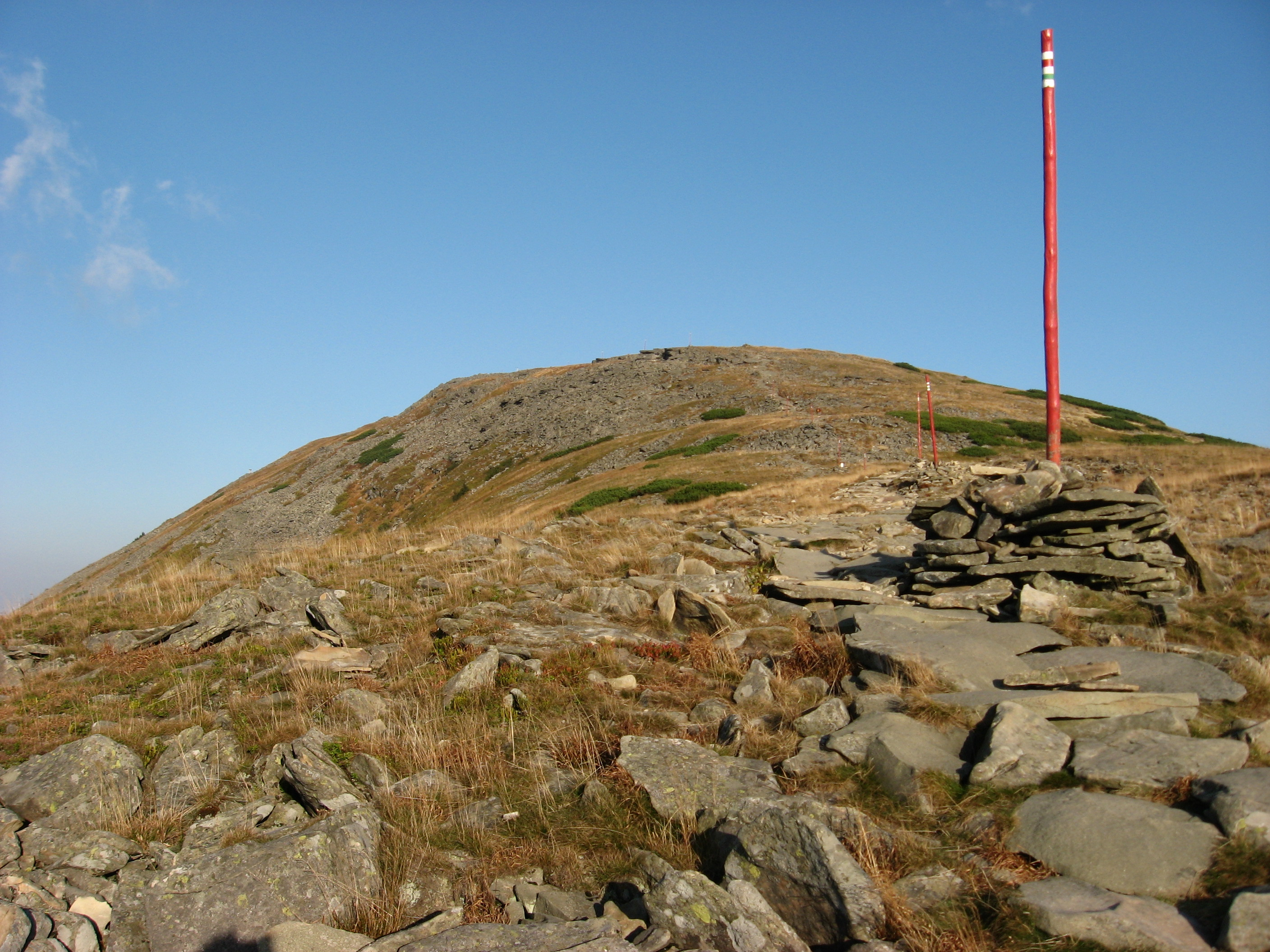
Szczyt Babiej Góry
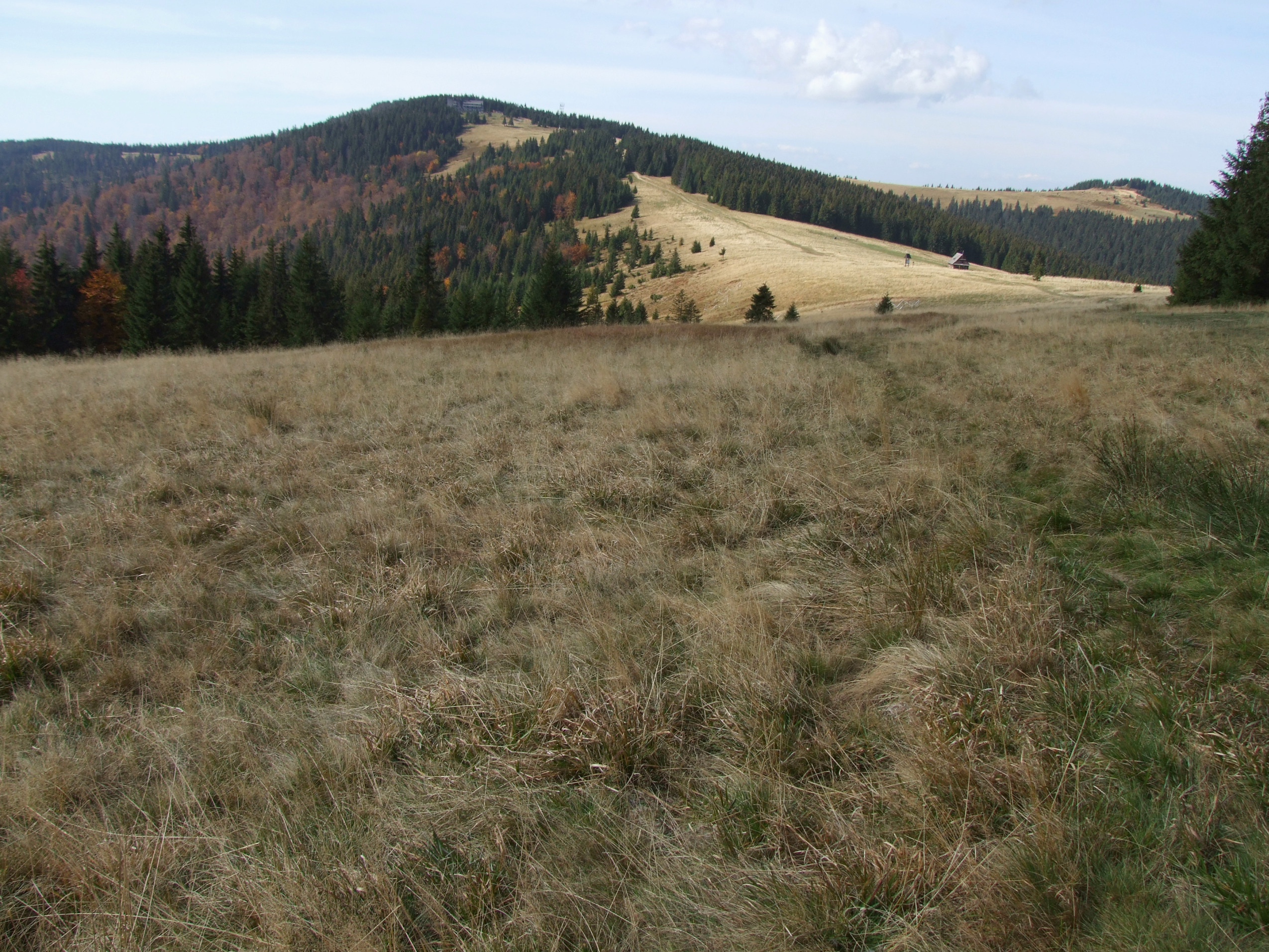
Turbacz i Hala Długa
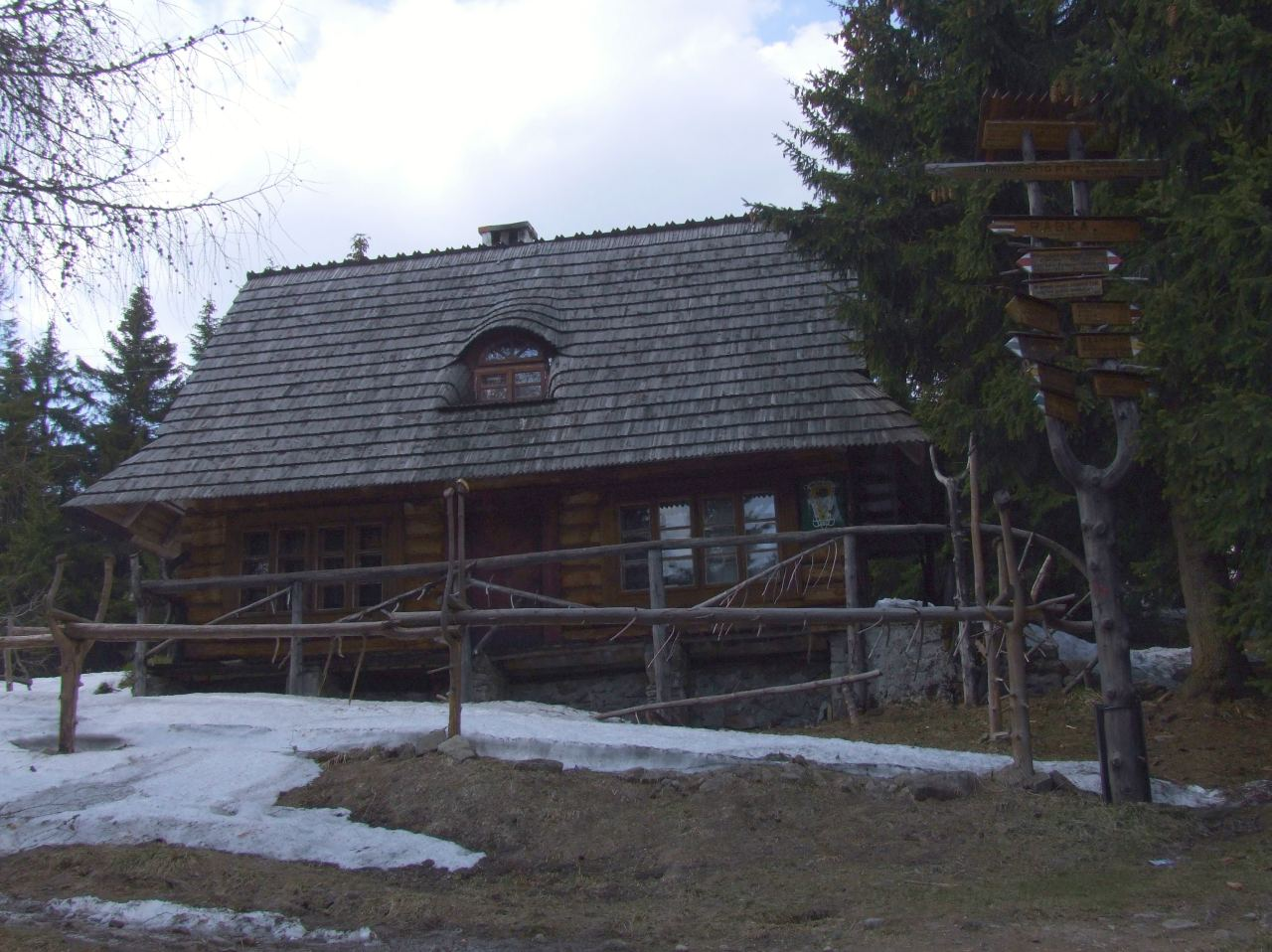
Budynek PTTK na Turbaczu (Gorce)
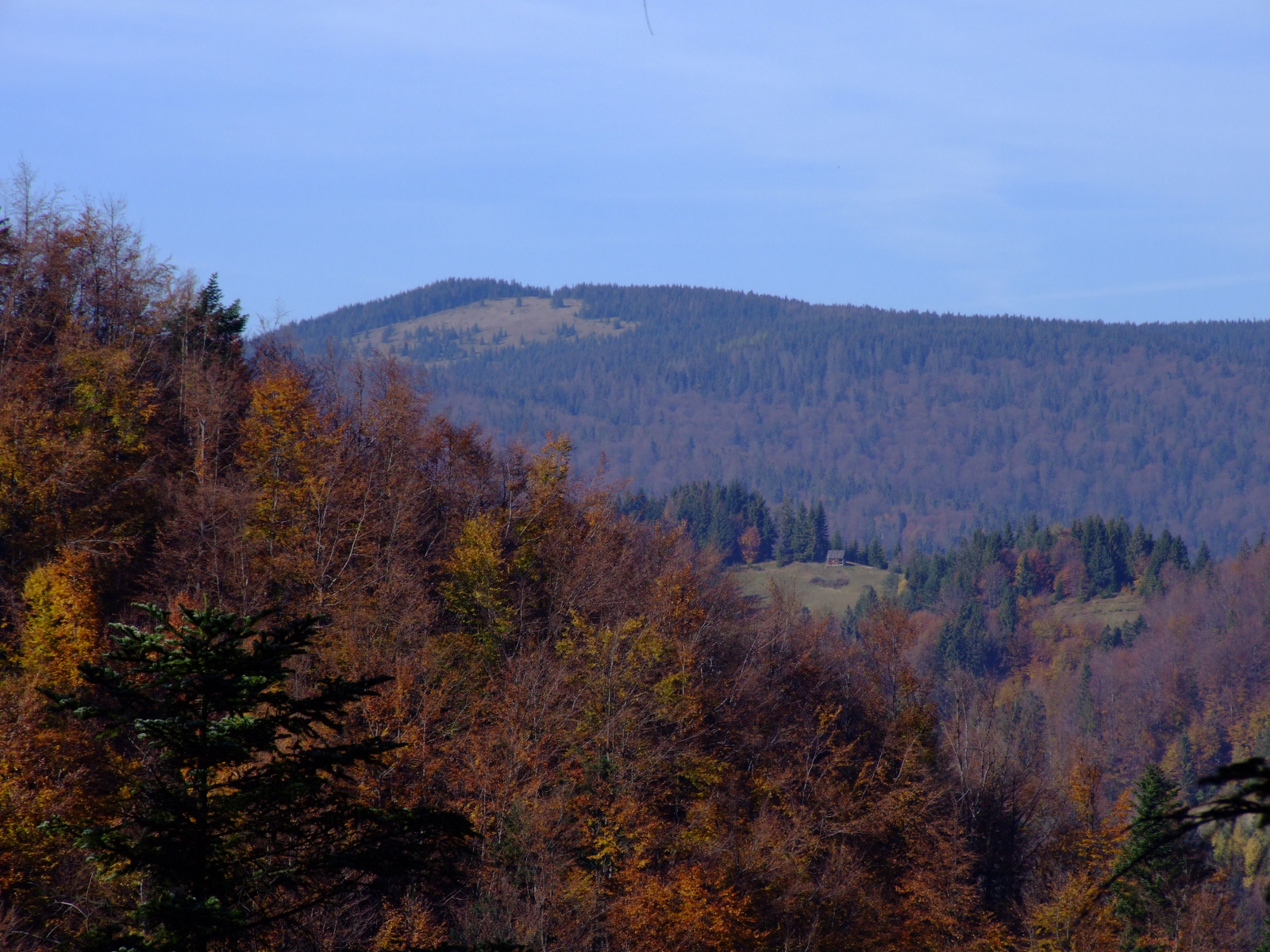
Kiczora widziana z pasma Lubania
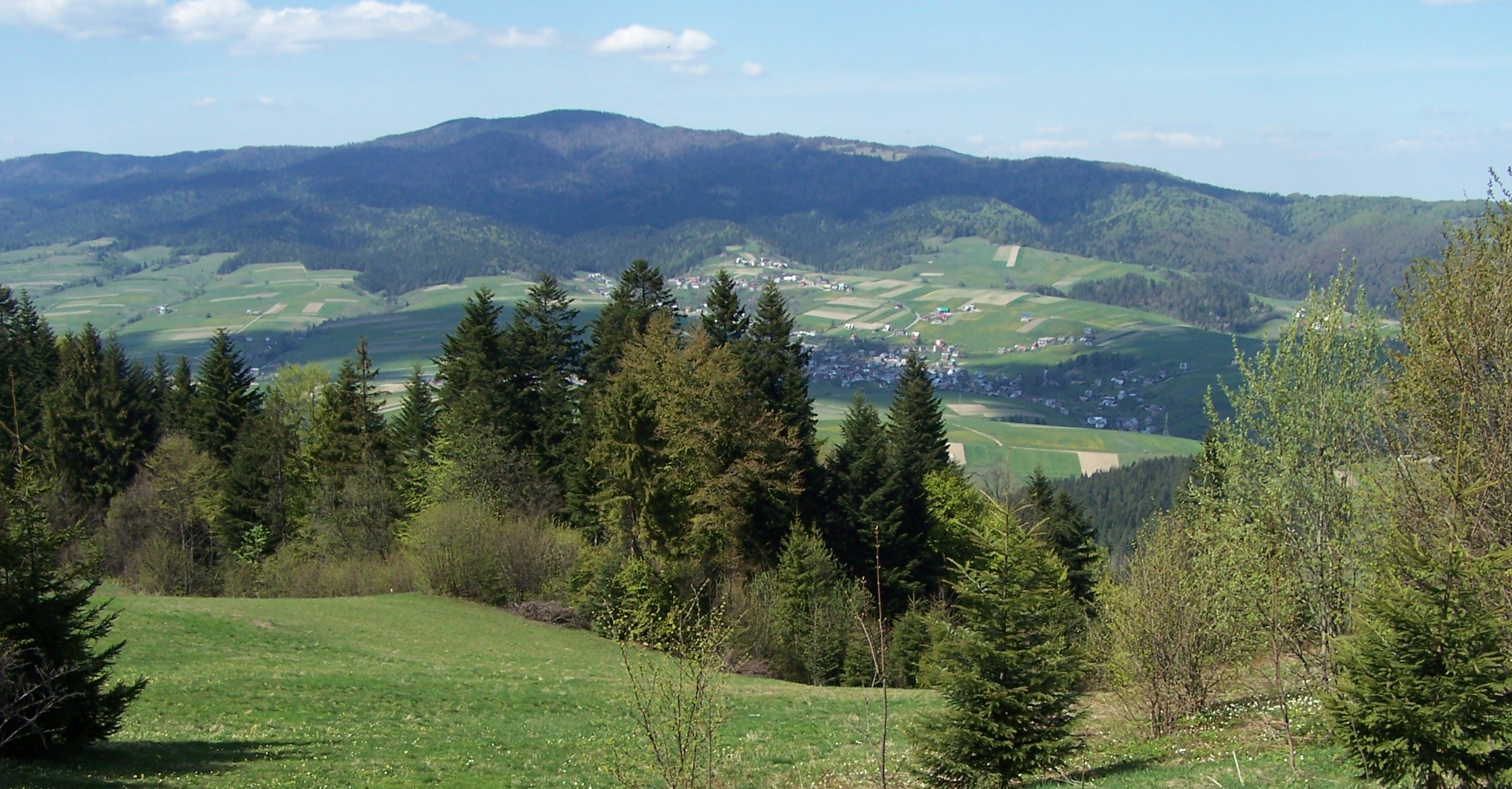
Pasmo Lubania (Gorce) od strony Pienin
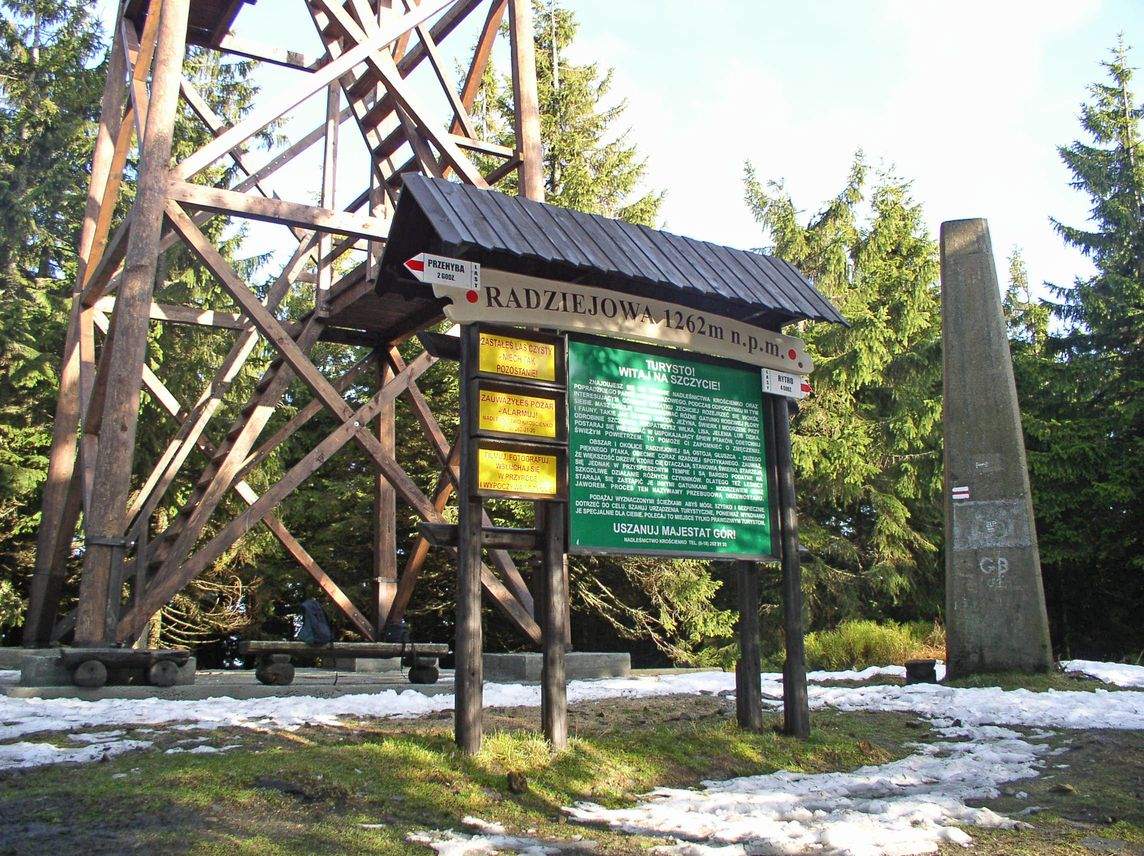
Szczyt Radziejowej
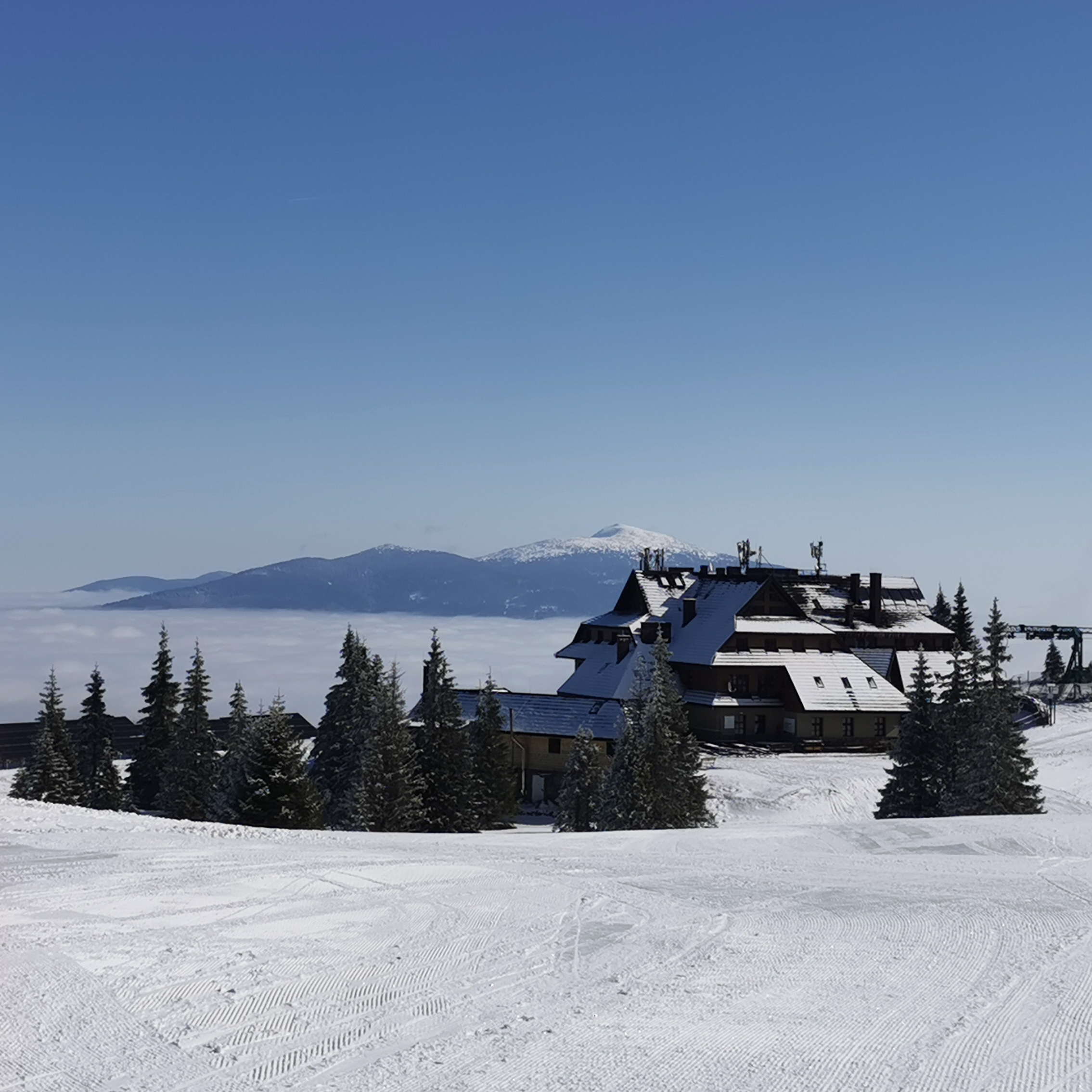
Schronisko PTTK na Hali Miziowej